# Nachtjagdgruppe 10
Nachtjagdgruppe 10 foi uma unidade aérea da Luftwaffe que prestou serviço durante a Segunda Guerra Mundial. Uma unidade de combate aéreo nocturno, foi criada no dia 1 de Janeiro de 1944. Estava subordinada à 1. Jagd-Division. A 6 de Março de 1945, foi transferida de Werneuchen para Liebenwalde, sendo extinta em Abril de 1945.
A sua principal tarefa consistia em explorar o uso táctico dos caças nocturnos munidos de equipamentos de detecção e radar.